# Lepenica (parroquia)
Lepenica fue una parroquia en la región medieval de Bosnia. Se encontraba al oeste de la parroquia de Vrhbosna.

## Historia
Lepenica fue una antigua parroquia bosnia, una unidad administrativa-territorial medieval del Banato y, posteriormente, del Reino de Bosnia, con su centro en Kiseljak. Se menciona por primera vez en 1244 en un documento del rey Bela IV de Hungría.
La župa de Lepenica abarcaba la región alrededor del río Lepenica, entre las actuales ciudades de Sarajevo y Kreševo. En 1463, los otomanos conquistaron la zona y la incorporaron al Sanjacado de Bosnia, dentro del Eyalato de Bosnia. Permaneció bajo dominio otomano hasta 1878. En la colina Gradac (aproximadamente a 25 km de Sarajevo), que estuvo habitada desde la prehistoria, se encontraba en la época romana un santuario dedicado a Silvano. En el siglo V, el sitio fue convertido en una fortaleza, dentro de la cual se construyó una basílica cristiana primitiva.